# Warhammer Quest
Warhammer Quest est un jeu de société se situant dans l'univers fantastique de Warhammer. Il s'agit d'un jeu d'exploration de donjons, dans lequel les joueurs pénètrent un dédale de pièces, détruisent les créatures qui s'opposent à eux et s'enrichissent afin de s'améliorer tout en résolvant une quête.

## Présentation
Le jeu permet aux joueurs d'incarner des aventuriers ayant chacun leurs capacités propres : le Barbare, l'Elfe, le Nain et le Sorcier. Durant leur tour de jeu, ils avancent leur personnage sur un plateau amovible (une multitude de salle que l'on découvre au fur et à mesure). De la sorte, chaque donjon est unique et la configuration change systématiquement.
En pénétrant dans certaines salles, les aventuriers peuvent déclencher des événements imprévus qui peuvent faire apparaître un certain nombre de créatures qu'ils devront défaire. Chaque aventurier récoltera de l'or par monstre vaincu (plus le monstre est puissant, plus il donne d'or) et une carte de trésor récompensera leurs efforts. De la sorte, les aventuriers s'enrichissent et s'équipent de mieux en mieux pour terminer leur aventure.
Une fois arrivé à la salle objectif, ils doivent se défaire de tous les monstres (généralement plus nombreux que d'ordinaire) et résoudre la quête telle qu'elle est indiquée dans le livre d'aventures.
Les aventuriers perdent la partie si tous les personnages ont été tués par les monstres. Ils gagnent lorsqu'ils terminent la salle objectif. La victoire revient alors au guerrier vivant ayant eu le plus d'or (après avoir revendu leur équipement).
Le jeu peut éventuellement être joué à plus de quatre joueurs (il faut augmenter en conséquence le nombre de monstres à chaque rencontre) ou en mode solo (le joueur unique incarne tous les personnages du jeu, la mécanique le lui permettant).

## Règles de jeu avancé
Si Warhammer Quest peut se jouer en partie unique, il peut également se développer sous forme d'aventure continue dans laquelle les joueurs reprennent leur personnage tels qu'ils les ont laissés à la dernière partie.
Le jeu devient alors coopératif puisqu'après avoir terminé une aventure, les aventuriers doivent continuer dans leur quête de pouvoir en enchaînant avec d'autres aventuriers et s'aidant les uns les autres. Ils peuvent revenir en ville pour s'équiper et se reposer, et surtout s'entraîner, ce qui leur permet de gagner des niveaux. Le passage de niveaux les rend plus puissants : ils ont davantage de points de vie (ce qui leur permet de subir plus de blessures), ils attaquent plus fréquemment et gagnent des compétences. Le sorcier, quant à lui, apprend davantage de sortilèges.
Tous les objets magiques que trouvent les personnages sont alors gardés par leur propriétaire, pour être utilisés dans une partie ultérieure. Ils peuvent être également revendus. À chaque pièce objectif terminée, un trésor (généralement plus puissants que les trésors habituels) est trouvé, ce qui permet de renforcer l'équipe.
Les aventuriers peuvent alors s'attaquer à des donjons plus dangereux, et affronter des monstres à leurs niveaux, qui, tout comme eux, deviennent plus performant et dangereux.

## Mode jeu de rôle
Un dernier chapitre explique les rudiments du jeu de rôle. Un des joueurs devient alors maître de jeu, crée des scénarios (ou utilise celui proposé dans le livret de jeux) et devient arbitre dans la partie en laissant les joueurs évoluer dans le donjon qu'il a créé. Les joueurs peuvent alors intervenir sur le plateau de jeu en décrivant certaines actions supplémentaires (maintenir une herse ouverte ou fermée, rattraper un compagnon tombant dans une fosse, écouter aux murs)